# Rakel Laakso
 Rakel Regina Emilia Laakso, född Kivekäs 2 april 1904 i Helsingfors, död 9 mars 1985 i Helsingfors, var en finländsk skådespelare. Hon var gift med skådespelaren Uuno Laakso.

## Biografi
Laakso var dotter till tapetseraren Juho Kivekäs. Hon studerade vid Konstuniversitetets Teaterhögskola och arbetade därefter som skådespelare vid Uleåborgs arbetarteater 1923–1924. Åren 1924–1925 verkade hon vid Åbos arbetarteater, 1925–1928 vid teatern i Viborg, 1928–1930 vid Helsingfors folkteater och 1931–1932 vid teatern i Kotka. 1927 gifte sig Laakso, då Kivekäs, med Uuno Laakso, med vilken hon fick sonen Risto. Maken Uuno Laakso önskade att Laakso skulle stanna hemma med sonen och som 29-åring lämnade hon teatern. I sju år förblev Laakso hemmavid och flyttade slutligen till sin makes barndomshem i Paimela i Hollola.
Under mitten av 1940-talet återvände Laakso till teatern och verkade vid Finlands arbetarteater 1947–1953 och vid Tammerfors arbetarteater 1953–1969. Hon tilldelades tre Jussistatyetter; 1950 och 1959 för bästa kvinnliga biroll samt 1955 för bästa kvinnliga huvudroll. 1958 tilldelades hon även Pro Finlandia-medaljen.
Hon är begravd på Malms begravningsplats i Helsingfors.